# SM U-2
El SM U-2 era un U-Boot de l'anyImperi Alemany, construït per a la Marina Imperial Alemanya. Només es va construir un Submarí Tipus U 2, amb un preu de 1.548.000 Goldmark. Aquest va ser construït a Kaiserliche Werft Danzig, en la draçana DU 1. El submarí U-2 va ser ordenat en el 4 de març de 1906, i es va batejar de manera ceremonial en el 18 de juny de 1908, i va entrar en la Marina Imperial Alemanya en el 18 de juliol de 1908.
Aquest submarí no va entrar mai en combat, i va estar durant tota la Primera Guerra Mundial sent utilitzat com a submarí d'entrenament.
Després de la rendició Alemanya en la Primera Guerra Mundial, el submarí va ser posat fora de servei en el 19 de febrer de 1919, i va ser venut per a obtenir metall a Hugo Stinnes en el 3 de febrer de 1920.
El submarí disposava d'un bot, com a vehicle auxiliar.